# 大塚八木右衛門
大塚 八木右衛門（おおつか やぎえもん、生没年未詳）は、戦国時代の土佐国の豪族で下長谷城主。土佐一条氏の家臣。一条家国侍36人の中の1人。
天正2年（1574年）、豊後国臼杵へ主君一条兼定を追放した羽生・為松・安並の一条氏三家老に憤慨し、平素から反感を抱いていた加久見左衛門・大岐左京進・江口玄蕃・橋本和泉ら国侍と共に急遽兵を挙げて中村城へ討ち入りをかけ、家老たちを滅ぼした。この混乱に乗じ、長宗我部元親が叛乱鎮定に名を借りて一条領を占領したため、結果的にこの行為は土佐一条氏の衰亡を早めることになった。
天正3年（1575年）、兼定は中村に復帰を試み、大塚氏も馳せ参じて長宗我部軍と戦うも敗れ、長宗我部氏に降伏して一命と領地を安堵されたが、数年にして滅んだ。